# Chris Impey
Christopher David Impey (25 de janeiro de 1956) é um astrônomo, educador e autor britânico. Ele é membro do corpo docente da Universidade do Arizona desde 1986. Impey fez pesquisas sobre cosmologia observacional, em particular galáxias de baixo brilho superficial, o meio intergaláctico e pesquisas de galáxias e quasares ativos. Como educador, ele foi pioneiro no uso de tecnologia instrucional para o ensino de ciências para graduandos não científicos. Ele escreveu muitos artigos técnicos e uma série de livros de ciência populares: Monstros de Einstein O Cosmos Vivo, Como Termina, Como Começou, Sonhos de Outros Mundos e Humilde Antes do Vazio. Ele atuou como vice-presidente da American Astronomical Society, é membro da American Association for the Advancement of Science e professor do Howard Hughes Medical Institute. Impey também atua no Conselho Consultivo do METI (Messaging Extraterrestrial Intelligence).
Trabalhando principalmente nas áreas de astronomia extragaláctica e cosmologia observacional, Impey tem mais de 170 publicações arbitradas e 70 anais de conferências publicados. Seu trabalho inicial foi na subclasse de núcleos galácticos ativos chamados objetos BL Lac, agora considerados fontes extragalácticas altamente luminosas e variáveis, onde nossa linha de visão olha quase para baixo do eixo de rotação de um buraco negro supermassivo emitindo jatos relativísticos gêmeos. Na década de 1980, ele foi um grande usuário da primeira onda de grandes telescópios ópticos em Mauna Kea, no Havaí.
Como pós-doutorando na Caltech, ele trabalhou com Greg Bothun na Universidade de Oregon nas propriedades de sistemas estelares escuros e difusos que tendem a estar ausentes da maioria dos levantamentos de galáxias. Trabalhando com o famoso astrofotógrafo australiano David Malin, eles descobriram a maior galáxia espiral conhecida, apelidada de Malin 1. Ele também continuou seu trabalho de tese sobre objetos BL Lac, usando um polarímetro itinerante que percorreu muitos dos observatórios do mundo, incluindo Kitt Peak no Arizona, Palomar na Califórnia, Las Campanas e Cerro Tololo no Chile, Sutherland na África do Sul e o Special Astrophysical Observatório na região do Cáucaso da Rússia.
Ele foi um dos primeiros usuários do Telescópio Espacial Hubble, obtendo tempo em cada um dos primeiros oito ciclos de observação. No Steward Observatory na década de 1990, ele estudou o meio intergaláctico usando vários quasares para sondar a estrutura tridimensional do gás quente e difuso nas galáxias, que contém tantos bárions quanto a soma de todas as estrelas do universo. Ele também estudou lentes gravitacionais usando a excelente qualidade de imagem e estabilidade do HST.
Na última década, ele foi um dos principais participantes do Cosmic Evolution Survey (COSMOS), liderado por Nick Scoville na Caltech. Ele liderou o acompanhamento espectroscópico de galáxias ativas e quasares selecionados por sua emissão de raios-X, com o objetivo de mapear o crescimento e a taxa de alimentação dos buracos negros massivos que agora existem em todas as galáxias. A pesquisa de Impey foi apoiada por mais de US$ 20 milhões em doações da NASA e da National Science Foundation. 